# Нестор Бурма (телесериал)
«Нестор Бурма» (фр. Nestor Burma) — французский детективный телесериал, производства компаний DEMD Productions, France 2, при участии M6, RTBF, Société Française de Production и Télévision Suisse-Romande. Демонстрировался во Франции с 29 сентября 1991 по 29 ноября 2003 по каналам Antenne 2, а затем France 2. Ретранслировался каналом M6, и с 2005 года был вторично показан по France 2 и другим каналам.

## Сюжет
Постановка по циклу лирико-комических детективных произведений Лео Мале о частном сыщике Несторе Бурма, раскрывающем преступления, которые не по зубам посредственному комиссару парижской полиции Фару и его наглому и туповатому подчиненному инспектору Фабру. В ходе расследований Бурма соединяет приятное с полезным, регулярно заводя романы с клиентками и свидетельницами, к большому неудовольствию своей преданной секретарши Элен.
В главной роли снимался актер и музыкант Ги Маршан, до этого игравший журналиста в фильме 1981 года «Нестор Бурма, чумовой сыщик», где в заглавной роли был занят Мишель Серро. Роль Элен Шателен последовательно играли четыре актрисы.
Первые сезоны представляли собой экранизации романов Лео Мале, в дальнейшем эпизоды снимались по оригинальным сценариям.
В России первые сезоны демонстрировались в середине 1990-х годов, затем сериал был целиком показан в 2000-е.

## В ролях
| Актер           | Персонаж               | Сезон/эпизод                                       |
| --------------- | ---------------------- | -------------------------------------------------- |
| Ги Маршан       | Нестор Бурма           | сезоны 1 — 8                                       |
| Софи Брусталь   | Элен Шателен           | сезон 1, эпизоды 1 и 2                             |
| Наташа Ленденже | Элен Шателен           | сезон 1, эпизоды 3 и 4, и сезон 2, кроме 7 эпизода |
| Жеральдин Котт  | Элен Шателен           | сезон 2, 7 эпизод, сезон 3                         |
| Жанна Савари    | Элен Шателен           | сезоны 4 — 8                                       |
| Пьер Торнад     | Комиссар Флоримон Фару | сезоны 1 — 6                                       |
| Патрик Гийемен  | Инспектор Жерар Фабр   | сезоны 1 — 6                                       |
| Элиза Сервье    | Комиссар Беатрис Ньель | сезоны 6 — 8                                       |
| Клод Броссе     | Роже Заватер           | сезон 1, эпизоды 1 и 2                             |
| Мишель Фортен   | Роже Заватер           | сезон 1, эпизоды 3 и 4, и сезоны 2 — 6             |
| Серж Дюпюи      | Пикпюс                 | сезоны 6 — 8                                       |

### Актеры в эпизодах
| Актер              | Персонаж                | Эпизод                                      |
| ------------------ | ----------------------- | ------------------------------------------- |
| Летиция Габриелли  | Флоранс Ламур           | " Коррида на Елисейских полях «             |
| Мишель Мюллер      |                         | » Переполох на улице Роз «                  |
| Шарлотта Валандре  | Мария Крейска           | » Грязное дело на бульваре Сен-Мишель «     |
| Доминик Гийо       | Рикардо                 | » Грязное дело на бульваре Сен-Мишель «     |
| Флоранс Жанти      | Марилен Морено          | » Километры саванов «                       |
| Тоня Кизинджер     | Джениффер Корбен        | » Рассвет над Лувром «                      |
| Изабель Буис       |                         | » Странное задание для Нестора Бурмы «      |
| Мелани Модран      |                         | » Странное задание для Нестора Бурмы «      |
| Жан-Клод Дрейфус   | Шарль Борено            | » Туман на мосту Тольбиак «                 |
| Феодор Аткин       | Сандро Тедески / Наслов | » Нестор Бурма на острове «                 |
| Пьер Дени          |                         | » Русская куколка " и " Дела налаживаются « |
| Бабси Штегер       | Ольга                   | » Скумбрия на двадцати складах «            |
| Элиза Товати       | Омайя                   | » Пятый способ «                            |
| Наташа Амаль       | Марианна                | » Бульвар останков «                        |
| Жан-Пьер Кастальди | Кастанья                | » Переполох на улице Роз «                  |
| Ив Бенетон         | Жан-Мари Порталь        | » Дела налаживаются «                       |
| Астрид Вейон       | Лаура Морелли           | » Берегись, Бурма «                         |
| Тома Шаброль       | Жан-Пьер Фише           | » Нечестная конкуренция «                   |
| Майвенн            | Жад                     | » Нечестная конкуренция "                   |

## Эпизоды

### Первый сезон (1991—1992)
1. На «Тишине» нет болтунов / Pas de bavards à la Muette (постановщик Анри Эльман) (1)
2. Трупы на равнине Монсо / Les Cadavres de la plaine Monceau (постановщик Клод Гренбер) (2)
3. Коррида на Елисейских полях / Corrida aux Champs-Élysées (постановщик Анри Эльман) (3)
4. Лихорадка в Маре / Fièvre au Marais (постановщик Жерар Маркс) (4)

### Второй сезон (1992—1993)
1. Рассвет над Лувром / Le soleil naît derrière le Louvre (постановщик Джойс Буньюэль) (5)
2. Стрельба за нацию / Casse-pipe à la Nation (постановщик Клод Гренбер) (6)
3. Переполох на улице Роз / Du rébecca rue des Rosiers (постановщик Морис Фридлан) (7)
4. Грязное дело на бульваре Сен-Мишель / Micmac moche au boul’Mich (постановщик Анри Эльман) (8)
5. Гробовщик по имени Нестор / Un croque-mort nommé Nestor (постановщик Морис Фридлан) (9)
6. Километры саванов / Des kilomètres de linceuls (постановщик Жоэль Сериа) (10)
7. Возвращение в отчий дом / Retour au bercail (постановщик Пьер Коральник) (11)

### Третий сезон (1993—1994)
1. Человек голубых кровей / L’Homme au sang bleu (постановщик Ален Шварцштайн) (12)
2. Бульвар останков / Boulevard ossements (постановщик Клод Гренбер) (13)
3. Мутные воды Жавеля / Les Eaux troubles de Javel (постановщик Ален Блок) (14)
4. Нестор Бурма в погоне за куколкой / Nestor Burma court la poupée (постановщик Жоэль Сериа) (15)
5. Туман на мосту Тольбиак / Brouillard au pont de Tolbiac (постановщик Жан Марбёф) (16)
6. Нестор Бурма и монстр / Nestor Burma et le Monstre (постановщик Ален Шварцштайн) (17)

### Четвертый сезон (1994—1995)
1. Нестор Бурма на острове / Nestor Burma dans l'île (постановщик Жан-Поль Мюдри) (18)
2. Пятый способ / Le Cinquième Procédé (постановщик Жоэль Сериа) (19)
3. Пальто без рукавов / Les Paletots sans manches (постановщик Даниель Лоссе) (20)
4. Нестор Бурма напрямую / Nestor Burma en direct (постановщик Даниель Лоссе) (21)

### Пятый сезон (1997—1998)
1. Выход артистов / Sortie des artistes (постановщик Филипп Вено) (22)
2. Бурма опаляет крылья / Burma se brûle les ailes (постановщик Марсель Земур) (23)
3. Странное задание для Нестора Бурмы / Drôle d'épreuve pour Nestor Burma (постановщик Жоэль Сериа) (24)
4. Самая Знатная Победа Нестора / La Plus Noble Conquête de Nestor (постановщик Филипп Лаик) (25)
5. Русская куколка / Poupée russe (постановщик Филипп Вено) (26)
6. Дела налаживаются / Les affaires reprennent (постановщик Филипп Вено) (27)

### Шестой сезон (1998—2001)
1. Берегись, Бурма / En garde Burma (постановщик Жан Марбёф) (28)
2. Аукцион для Нестора Бурма / Mise à prix pour Nestor Burma (постановщик Филипп Ньян) (29)
3. Бурма и парижская красавица / Burma et la Belle de Paris (постановщик Филипп Вено) (30)
4. Не зовите полицию / N’appelez pas la police (постановщик Давид Дельрё) (31)
5. Паника в Сен-Патрике / Panique à Saint-Patrick (постановщик Жакоб Берже) (32)
6. Черви козыри / Atout cœur (постановщик Давид Дельрё) (33)

### Седьмой сезон (2002)
1. Нечестная конкуренция / Concurrences déloyales (постановщик Жакоб Берже) (34)
2. Милочка, давай посмотрим / Mignonne, allons voir si la chose (постановщик Лоран Карсель) (35)
3. Положение не обязывает / Noblesse désoblige (постановщик Филипп Вено) (36)

### Восьмой сезон (2003)
1. Сваха была слишком красивой / La marieuse était trop belle (постановщик Лоран Карсель) (37)
2. Махинации с игровыми автоматами / Machinations pour machines à sous (постановщик Лоран Карсель) (38)
3. Скумбрия на двадцати складах / Maquereaux aux vingt planques (постановщик Морис Фридлан) (39)

## Комментарии
1. ↑  Правильно — Бюрма